# Терки (Тексас)
Терки (енгл. Turkey) град је у америчкој савезној држави Тексас. По попису становништва из 2010. у њему је живело 421 становника.

## Демографија
Према попису становништва из 2010. у граду је живело 421 становника, што је 73 (14,8%) становника мање него 2000. године.
| Група             | 2000.       | 2010.       |
| Белци             | 320 (64,8%) | 265 (62,9%) |
| Афроамериканци    | 28 (5,7%)   | 8 (1,9%)    |
| Азијати           | 2 (0,4%)    | 0 (0,0%)    |
| Хиспаноамериканци | 154 (31,2%) | 143 (34,0%) |
| Укупно            | 494         | 421         |